# Fuerte de Paicaví

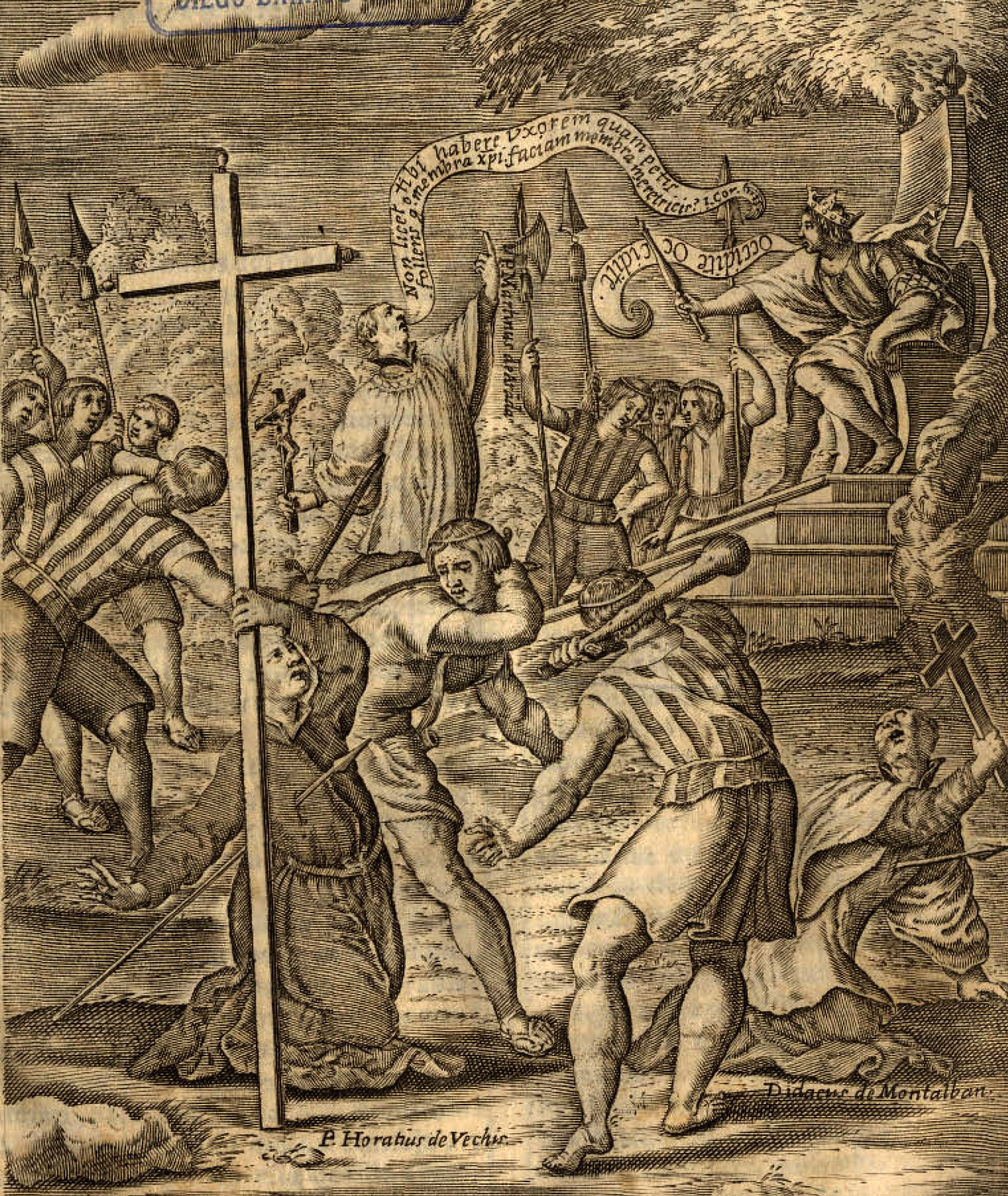
Los mártires de Elicura, en un grabado de Alonso Ovalle.

El fuerte de Paicaví, o Plaza de Paicavi, es una construcción militar situada en Chile. Fue construido por Alonso de Rivera en 1603, en la principal ruta hacia el territorio mapuche, en el cruce con el río Paicaví, y formaba parte de dispositivo de fuertes para fijar la frontera en el río Biobío tras el Desastre de Curalaba. Pronto fue destruido por los mapuches siendo reconstruido por Francisco de Meneses Brito en 1665.
En 1612 pudo realizarse aquí el Parlamento de Paicaví en la consolidación de la estrategia de guerra defensiva pregonada por Luis de Valdivia. En enero del mismo año, en un juicio sumarísimo realizado por el gobernador Juan de la Jaraquemada son quemados en la hoguera 13 soldados españoles acusados de sodomía en el fuerte.
El cacique Anganamón que había participado de la batalla de Curalaba, al serle negada la entrega de tres de sus esposas que habían huido (una de ellas española), entró a sangre y fuego al fuerte, matando entre otros a los tres misioneros jesuitas que estaban iniciando sus tareas dentro del nuevo régimen, uno de ellos, el padre Martín de Aranda Valdivia.